# Torneo Albert Schweitzer 2010
Il Torneo Albert Schweitzer 2010 si è svolto nel 2010 nella città tedesca di Mannheim.

## Classifica finale
| Pos. | Squadra           |
| ---- | ----------------- |
|      | Australia         |
|      | Germania          |
|      | Germania under 17 |
| 4.   | Stati Uniti       |
| 5.   | Spagna            |
| 6.   | Italia            |
| 7.   | Turchia           |
| 7.   | Croazia           |
| 9.   | Cina              |
| 9.   | Grecia            |
| 11.  | Brasile           |
| 11.  | Israele           |
| 13.  | Giappone          |
| 13.  | Francia           |
| 15.  | Nuova Zelanda     |
| 15.  | Argentina         |